# Northwest Arctic Borough
Northwest Arctic Borough är en borough i den amerikanska delstaten Alaska. Dess säte är Kotzebue. Enligt 2000 års folkräkning hade boroughen en befolkning på 7 523 invånare på en yta om 105 573 km².
Del av Gates of the Arctic nationalpark, Kobuk Valley nationalpark och Cape Krusenstern nationalmonument ligger i Northwest Arctic Borough. 

## Geografi
Northwest Arctic Borough gränsar till North Slope Borough i norr, Yukon-Koyukuk Census Area i öst och Nome Census Area i syd.

### Städer och byar
- Ambler
- Buckland
- Deering
- Kiana
- Kivalina
- Kobuk
- Kotzebue
- Noatak
- Noorvik
- Red Dog Mine
- Selawik
- Shungnak